# Carlos Monasterios
Pour les articles homonymes, voir Monasterios.
Carlos Monasterios, né le 21 mars 1986 à Miranda au Venezuela, est un lanceur de relève droitier au baseball. Il évolue dans les Ligues majeures pour les Dodgers de Los Angeles depuis la saison 2010.

## Carrière
Carlos Monasterios signe avec les Yankees de New York en 2004. En juillet 2006, il est impliqué dans une transaction à plusieurs joueurs : Bobby Abreu et Cory Lidle passent aux Yankees alors que quatre joueurs d'avenir (C. J. Henry, Jésus Sánchez, Matt Smith et Monasterios) passent aux Phillies de Philadelphie. Assigné au club-école de sa nouvelle équipe, le lanceur vénézuélien demeure dans l'organisation des Phillies jusqu'à la saison 2009, après quoi il est réclamé par les Mets de New York puis cédé aux Dodgers de Los Angeles contre une compensation financière.
Carlos Monasterios fait ses débuts dans les majeures le 5 avril 2010 en lançant une manche en relève dans le match opposant les Dodgers aux Pirates de Pittsburgh. Il n'accorde ni point ni coup sûr au cours de cette brève première sortie.

## Statistiques
| Saison | Équipe    | G  | GS | CG | SHO | V | D | SV | IP   | SO | ERA  |
| ------ | --------- | -- | -- | -- | --- | - | - | -- | ---- | -- | ---- |
| 2010   | Minnesota | 32 | 13 | 0  | 0   | 3 | 5 | 0  | 88.1 | 52 | 4,38 |
| Totaux | Totaux    | 32 | 13 | 0  | 0   | 3 | 5 | 0  | 88.1 | 52 | 4,38 |

Note : G = Matches joués ; GS = Matches comme lanceur partant ; CG = Matches complets ; SHO = Blanchissages ; 
V = Victoires ; D = Défaites ; SV = Sauvetages ; IP = Manches lancées ; SO = Retraits sur des prises ; ERA = Moyenne de points mérités.